# ردود الفعل غير الحكومية على الغزو الروسي لأوكرانيا 2022
تسبب الغزو الروسي لأوكرانيا عام 2022 بمقاطعات واسعة النطاق لروسيا وبيلاروسيا في مجالات الترفيه ووسائل الإعلام والأعمال التجارية والرياضة.

## الأحزاب السياسية وسياسيو المعارضة وجماعات سياسية أخرى

### أفريقيا
- جمهورية أفريقيا الوسطى
  - خرجت مظاهرات في بانغوي تأييدًا للغزو الروسي لأوكرانيا.[2][3]
- جنوب أفريقيا
  - انتقد حزب آكشن إس إيه رفض حكومة جنوب أفريقيا التصويت على إدانة العدوان الروسي في تصويت الجمعية العامة للأمم المتحدة.[4]
  - وصف المؤتمر الوطني الأفريقي، الحزب الحاكم في جنوب أفريقيا، عقوبات الاتحاد الأوروبي على روسيا بأنها «عقوبات جائرة»، وطالب بأن توحد قناة ملتي تشويس المحلية بثها مع قناة الأخبار الروسية روسيا اليوم.[5]
  - انتقد حزب الجماعة قرار التحالف الديمقراطي إبداء تضامنه مع أوكرانيا بإنارة المبنى الحكومي المحلي في ويسترن كيب بألوان العلم الأوكراني.[6]
  - طالب التحالف الديمقراطي حكومة المؤتمر الوطني الأفريقي بإيضاح موقفها من الغزو الروسي لأوكرانيا. وزعم الحزب أيضًا أنه ثمة دعوات عديدة تطالب جنوب أفريقيا بالتحرك بصفتها عضوًا في البريكس. وتعهد عمدة مدينة كيب تاون من التحالف الديمقراطي بتقديم المدينة الدعم والتضامن مع شعب كييف وأوكرانيا. وأبدت أيضًا حكومة كيب تاون التي ترأسها التحالف الديمقراطي تضامنًا مع أوكرانيا بإنارة المباني الحكومية المحلية بألوان العلم الأوكراني.[7]
  - ندد المقاتلون من أجل الحرية الاقتصادية بحذف الشبكة التلفزيونية ملتي تشويس لقناة روسيا اليوم من خدمة بث دي إس تي في الخاصة بها في جنوب أفريقيا. ردت شبكة ملتي تشويس بالقول بأن الخدمة حُذفت من مزودها الدولي نتيجة العقوبات الأوروبية ضد روسيا، وأنه لم يكن أمامها خيار في هذه المسألة.[8]
  - أدان الحزب الشيوعي في جنوب أفريقيا في بيان مشترك مع أحزاب شيوعية أخرى في العالم استخدام القوى السياسية الرجعية في أوكرانيا.[9]

### آسيا
- هونغ كونغ
  - ذكر الناشط ومؤسس منظمة ديموسيستو ناثان لاو أنه يقف إلى جانب أوكرانيا. وامتدح لاو شجاعة الأوكرانيين التي غيرت موقف العالم تجاه بوتين.
  - نُظمت العديد من المسيرات الصغيرة دعمًا لأوكرانيا. ودعمت غالبية شعب هونغ كونغ أوكرانيا أيضًا وأدانت الحكومة الروسية.[9]
- إندونيسيا
  - ذكر المتحدث باسم حركة بابوا الحرة سيبي سامبوم أن الهجوم العسكري الروسي ضد أوكرانيا مبررٌ لأن «الجيش والشرطة الأوكرانيين يرتكبان إبادة جماعية ضد الأوكران المحليين في إقليمين يطالبان بالاستقلال». وأضاف أنه ينبغي على إندونيسيا أن تلتزم الصمت نظرًا إلى أن إندونيسيا وأوكرانيا كانتا «بلدين شريرين وأداة بيد الرأسمالية الأمريكية».
- الهند
  - شارك أعضاء في منظمة هندو سينا بمسيرة داعمة لروسيا في مركز كونوت بليس، نيو دلهي.
- إيران
  - أعلن محمود أحمدي نجاد، الرئيس الأسبق للجمهورية الإسلامية الإيرانية، دعمه لأوكرانيا قائلًا «لقد فضحت مقاومتكم المشرفة وغير المسبوقة تقريبًا المخططات الشيطانية لأعداء الإنسانية. ثقوا بأن أمة إيران العظيمة تقف إلى جانبكم وأن إصراركم البطولي محل إعجابها».[5]
  - ناشدت مريم رجوي، زعيمة حركة مجاهدي خلق، الدول الحدودية مع أوكرانيا بأن تسهل بشكل فوري نقل اللاجئين الإيرانيين من أوكرانيا.
- اليابان
  - تحدث كازو شي، رئيس الحزب الشيوعي الياباني، أن أفعال روسيا تشكل خرقًا للمبادئ الأساسية لميثاق الأمم المتحدة والقانون الدولي، وأنه يدين بشدة تلك الأفعال. وذكر شي أيضًا أنه من غير المقبول كليًا أن يتبجح الرئيس الروسي فلاديمير بوتين بأسلحة روسيا النووية لإخافة دول العالم.
  - أصدر حزب الشعب الديمقراطي بيانًا يدين فيه الغزو العسكري الروسي لأوكرانيا وطالب روسيا ب«إيقاف فوري للتدخل المسلح».
- ماليزيا
  - دعا زعيم ديوان الرعية المعارض، أنور إبراهيم، إلى «وقف الهجمات» من قبل روسيا قبل وقوع المزيد من الخسائر في الأرواح.
  - وصفت اللجنة الخاصة للشؤون الدولية في البرلمان الماليزي الأوضاع بأنها «غزو وحشي» من قبل روسيا، وأدانت روسيا لغزوها أوكرانيا. وسعت أيضًا إلى دعوة وزارة الخارجية إلى جلستها القادمة لإعلامها بموقف ماليزيا حيال هذه القضية. وتعهدت أيضًا بالقيام بزيارة ودية للسفير الأوكراني في ماليزيا للإعراب عن «القلق الشديد» الذي ينتاب اللجنة حول الغزو.[10]
- فلسطين
  - سرت أقاويل أن حزب حكومة الأمر الواقع في قطاع غزة، حركة حماس، أصدرت بيانات تتعلق بالوضع الروسي الأوكراني، الأمر الذي نفته الحركة.
- الفيلبين
  - اتخذ عدد من المرشحين للانتخابات الرئاسية الفيلبينية لعام 2022 مواقف متباينة من الغزو الروسي لأوكرانيا. خلال مناظرة رئاسية بثتها قناة سي إن إن الفيلبينية، قال 6 من أصل 10 مرشحين رئاسيين أنه لا يمكن للفيلبين أن تبقى على الحياد في هذا الصراع، في حين صوت 3 مرشحين لموقف محايد.
  - أدان السيناتور بانفيلو لاكسون الغزو قائلًا إنه ينبغي على الفيلبين أن تنضم إلى بقية دول العالم في إدانة أفعال روسيا بالرغم من «الصوت الضعيف» الذي تمتلكه البلاد في المجتمع الدولي. وأصدر نائب الرئيس ليني روبريدو أيضًا بيانًا يدين الغزو ويعرب عن إعجابه ب«شجاعة الأوكرانيين ومقاومتهم». وقال السيناتور ونجم الملاكمة العالمي ماني باكوياو أن الحرب ليست حلًا للمشكلات بين روسيا وأوكرانيا، وأنها لا تفضي سوى إلى تعريض حياة المدنيين للخطر.
  - تحدث إيسكو مورينو، عمدة مانيلا، أنه ينبغي على الفيلبين أن توجه جهودها إلى إخراج الفيلبينيين من أوكرانيا وأن تبقى على الحياد في هذا الصراع. قال السيناتور الأسبق فيرديناند ماركوس جونيور أيضًا في البداية أنه لا حاجة لأن تتخذ الفيلبين موقفًا من هذا الصراع لأننا «لسنا طرفًا فيها، بل فقط قوميونا». إلا أنه دعا روسيا بعد أيام قليلة إلى احترام حقوق وحرية أوكرانيا.[11]
  - انتقد زعيم حزب العمال ليودي دي غوزمان الغزو ووصف روسيا ب«القوة الإمبريالية»، وأعلن لاحقًا أن جميع أشكال الغزو والتدخل في سيادة أمة أخرى هي «غير مقبولة»، إلا أنه ذكر من جهة أخرى أنه ينبغي على الحكومة الفيلبينية أن تبقى غير منحازة.[12]
- سنغافورة
  - أعرب حزب العمال، الحزب المعارض، في سنغافورة عن «قلقه الشديد» بسبب الأعمال العسكرية الروسية في أوكرانيا. وشدد الحزب على «حق الشعوب في تقرير مصيرها» وأعرب عن أمله في تسوية سلمية للأزمة بشكل يتماشى مع القانون الدولي.
- سوريا
  - أدان الائتلاف الوطني لقوى المعارضة والثورة السورية التدخل العسكري الروسي في أوكرانيا، وأكد على تضامنه مع الشعب الأوكراني.
- تايوان
  - أدان حزب المعارضة التايوانية، الكومينتانغ، الهجوم على أوكرانيا. وذكر الحزب أنه يقف إلى جانب المجتمع الدولي في اتخاذ إجراءات لإعادة السلام. وأكد الحزب أيضًا التزامه بالدفاع عن النفس وبالحفاظ على السلام والاستقرار في مضيق تايوان.[13]
- تايلند
  - طالب بيتا ليمجاروينرات، زعيم حزب إلى الأمام المعارض، روسيا بسحب فوري لقواتها من أوكرانيا وانتقد موقف حكومة تايلند بأنه موقف ذو «وجهين».
- اليمن
  - اعترف المجلس السياسي الأعلى للحوثيين بكل من دونيتسك ولوهانسك كدولتين مستقلتين.

### أوروبا
- أرمينيا
  - شارك كل من حزب أرمينيا الأوروبي والتحالف الديمقراطي الوطني غير البرلمانيين في مظاهرات مناهضة للغزو.
- بيلاروسيا
  - نددت زعيمة المعارضة البيلاروسية سفياتلانا تسيخانوسكايا بروسيا وبمشاركة بيلاروسيا في غزو أوكرانيا. وقالت تسيخانوسكايا أن «روسيا شنت، بمساعدة نظام لوكاشينكو، عدوانًا عسكريًا مشينًا ولا مبرر له ضد أوكرانيا». وطلبت تسيخانوسكايا من المجتمع الدولي فرض أقسى العقوبات ضد نظام بيلاروسيا بأسرع وقت ممكن، ووصفته بأنه «شريك روسيا في هجومها الوحشي ضد أوكرانيا». وحاججت تسيخانوسكايا أنه «من الواضح أن لوكاشينكو يتحمل مسؤولية في هذه الحرب غير الضرورية».[12]
- فرنسا
  - نشر الجمهوريون تغريدة على موقع تويتر تقول بأن الحزب يبقى متضامنًا بشكل تام مع أوكرانيا. في اليوم التالي، نصحت زعيمة الحزب فاليري بيكريسي نيكولا ساركوزي بأن يبذل جهودًا لإنهاء الصراع.
- اليونان
  - أدان الحزب الشيوعي اليوناني «الحرب الإمبريالية في أوكرانيا» بإطلاقه نداءً خاصًا وقعت عليه الأحزاب الشيوعية في إسبانيا وتركيا والمكسيك.
- مولدوفا
  - خلال الغزو الروسي لأوكرانيا عام 2022، زعم حزب اشتراكيي جمهورية مولدوفا المعارض أن الغرب وأوكرانيا يتحملان المسؤولية عن الأوضاع.
- هولندا
  - طالب سجورد سجوردسما، عضو مجلس النواب الهولندي، ب«البحث عن طرق لاستثمار أكبر بشكل منهجي في الدفاع خلال ولاية الحكومة هذه» التي كانت تنال دعم معظم الأحزاب. في الوقت نفسه، أرسل الهولنديون المزيد من الأسلحة الثقيلة والسيارات المصفحة وكافة معداتها. ويمتلك الهولنديون صلات وثيقة برجال الإطفاء الأوكران وأبدوا استعدادهم للمشاركة. وستُرسل أيضًا المزيد من الأسلحة.[14]
- البرتغال
  - رفض الحزب الشيوعي البرتغالي إدانة الغزو الروسي حين طالبه بذلك وزير الخارجية أغوستو سانتوس سيلفا خلال مناظرة برلمانية في 24 فبراير. وذكر الشيوعيون أن الصراع كان «أعمق من مشكلة بين الأوكرانيين والروس» وألقى باللوم على الولايات المتحدة متهمًا إياها بأنها «الطرف صاحب المصلحة الحقيقية في اندلاع حرب جديدة في أوروبا» والترويج لها ل«تحييد الأنظار عن مشكلاتها الداخلية وضمان مبيعات ضخمة للأسلحة».[15]